# Stresow (Aulosen)

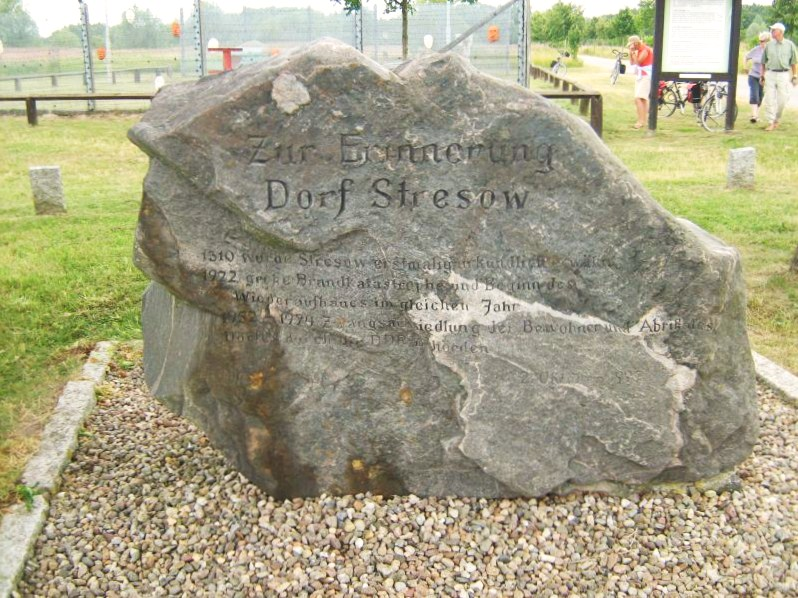
Gedenkstein für das Dorf Stresow

Stresow ist eine Wüstung im Ortsteil Aulosen der Gemeinde Aland im Landkreis Stendal in Sachsen-Anhalt, (Deutschland).

## Geographie
Der Ort liegt 2 Kilometer nordnordwestlich von Aulosen, 13 Kilometer nordwestlich von Krüden, dem Sitz der Gemeinde Aland und 18 Kilometer nordwestlich der Hansestadt Seehausen (Altmark), dem Sitz der Verbandsgemeinde Seehausen (Altmark). Die Nachbarorte sind Lütkenwisch, Mittelhorst, Jagel, Cumlosen und Wentdorf im Nordosten, Müggendorf im Osten, Klein Wanzer, Wanzer und Aulosen im Südosten, Bömenzien und Nienwalde im Südwesten, sowie Kapern, Gummern und Schnackenburg im Nordwesten.
Das ehemalige Dorf und dessen Umgebung gehören zur Aland-Elbe-Niederung und dieses Schutzgebiet ist wiederum ein Teil vom Biosphärenreservat Mittelelbe.

## Geschichte

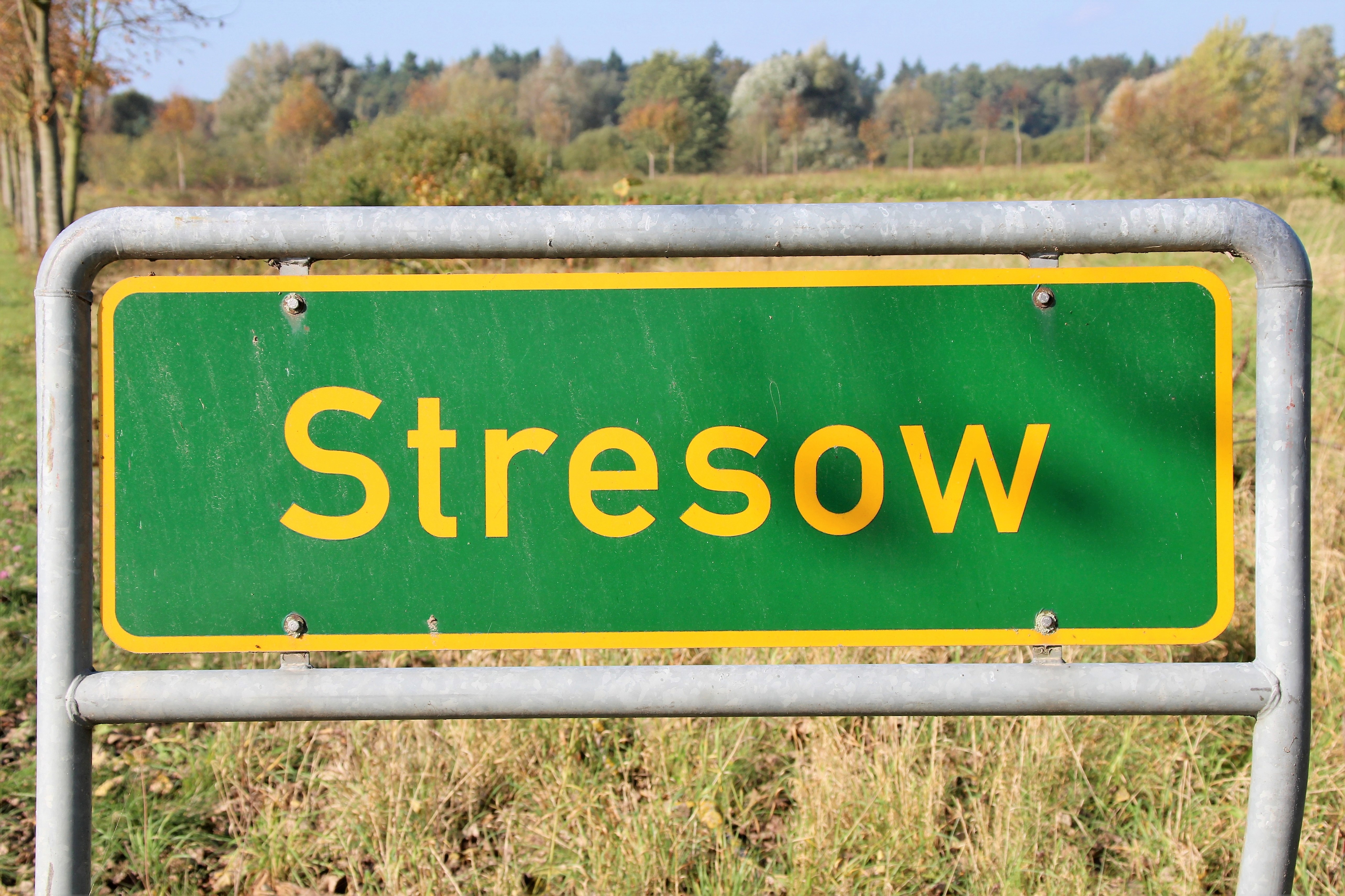
Ortshinweistafel Stresow

Der Ort war früher ein kleines gebogenes Straßendorf. Südöstlich des Dorfes lag das Gut, an dessen Stelle heute Gebäude stehen, die zu Aulosen gehören.
Stresow fand 1319 seine erste urkundliche Erwähnung als Striesow, als Markgraf Woldemar dem Kloster Amelungsborn Besitzungen zu Aulosen und die dazugehörigen Orte vereignet. Weitere Nennungen sind 1405 to stresow und 1687 Stresow.
Um 1800 gehörte der Ort zum Seehausenschen Kreis in der Provinz Altmark; ein Teil der Kurmark der Mark Brandenburg. In einer Beschreibung dieser Landschaft von 1804 werden das am Aland und an der Lüneburger Grenze liegende Dorf und das neben dem Dorfe befindliche Gut Stresow mit insgesamt 121 Einwohnern angegeben. Davon waren neun Ganzkossäten, sechs Einlieger, einer Käthner und einer Förster. Neben dem hier vorhandenen Krug und 14 Feuerstellen, wurde darüber hinaus von einer guten Vieh- und vorzüglichen Pferdezucht sowie 158 Scheffeln Aussaat berichtet.  Der Adressort war damals Arendsee und als Besitzer wurde der hier lebende Deichhauptmann Friedrich von Jagow genannt. Später war Adolf von Jagow Herr auf Stresow.
1922 zerstörte ein Brand das Dorf und es wurde wieder aufgebaut.
Zu DDR-Zeiten waren die Stresower von der „Aktion Ungeziefer“ betroffen, da das Dorf unmittelbar an der damaligen innerdeutschen Grenze zum Wendland lag und weichen sollte. Die Bewohner wurden zwangsumgesiedelt; deren erste Hälfte wurde am 30. Mai 1952 nachts von der Armee überrumpelt und abtransportiert. Am Abend des 29. Mai 1952 um 23:58 Uhr fuhren vom Bahnhof Krüden 45 Güter- und Personenwagen los. Zwanzig Personen aus Stresow wurden nach Kölleda umgesiedelt. Am 30. Juni 1974 wurde das Dorf vollends geschleift.

### Eingemeindungen
Am 30. September 1928 wurde der Gutsbezirk Stresow mit Landgemeinde Stresow vereinigt.
Am 20. Juli 1950 wurde die bis dahin eigenständige Gemeinde Stresow nach Aulosen eingemeindet.
Heute gehört das Gebiet unverändert zum Ortsteil Aulosen in der Gemeinde Aland.

### Einwohnerentwicklung

#### Gemeinde
| Jahr | Einwohner |
| ---- | --------- |
| 1734 | 062       |
| 1775 | 108       |
| 1789 | 083       |
| 1798 | 080       |
| 1801 | 121       |

| Jahr | Einwohner |
| ---- | --------- |
| 1818 | 130       |
| 1840 | 102       |
| 1864 | 088       |
| 1871 | 098       |
| 1885 | 083       |

| Jahr | Einwohner |
| ---- | --------- |
| 1895 | 090       |
| 1900 | [00]112   |
| 1905 | 077       |
| 1910 | [00]113   |
| 1925 | 109       |

| Jahr | Einwohner |
| ---- | --------- |
| 1939 | 074       |
| 1946 | 127       |

#### Gutsbezirk
| Jahr | Einwohner |
| ---- | --------- |
| 1798 | 37        |
| 1864 | 29        |
| 1871 | 33        |

| Jahr | Einwohner |
| ---- | --------- |
| 1885 | 27        |
| 1895 | 25        |
| 1905 | 28        |

Quelle wenn nicht angegeben:

## Religion
Die Evangelischen aus dem Gut Stresow (Rittergut) gehörten früher zur ehemaligen Kapellengemeinde Groß Aulosen, später waren sie in die Kirchengemeinde Klein Aulosen eingepfarrt, die zur Pfarrei Bömenzien gehörte. Sie waren somit evangelisch-unierter Konfession und gehörten zur Evangelischen Kirche der Kirchenprovinz Sachsen. Die Evangelischen aus dem Dorf Stresow waren hingegen noch 1931 nach Schnackenburg eingekircht. Sie waren damit evangelisch-lutherischer Konfession und gehörten zur Evangelisch-lutherischen Landeskirche Hannovers. 1966 war das Dorf in Aulosen eingekircht.

## Kultur und Sehenswürdigkeiten

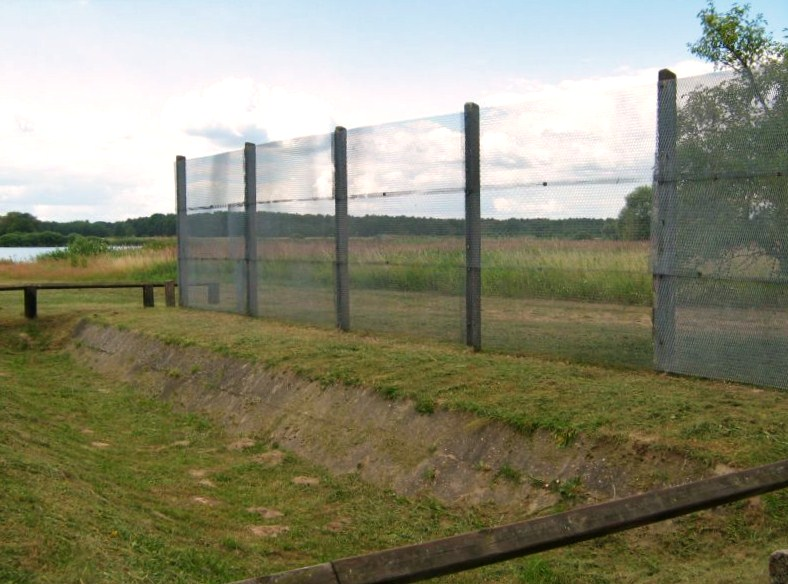
Zaunfragmente der Gedenkstätte Stresow

Die Gedenk- und Begegnungsstätte Stresow (Teil des Grenzlandmuseums Schnackenburg) erinnert mit einem Gedenkstein und diversen Nachbauten der Grenzbefestigungsanlagen an das Dorf und seine Geschichte. Der Elbe-Radweg von Cuxhaven nach Dresden verläuft auf der ehemaligen Dorfstraße.